# Aleksandar Flaker
Aleksandar Flaker, poljsko-hrvaški literarni zgodovinar, dopisni član Slovenske akademije znanosti in umetnosti, * 24. julija 1924 Białystok, Poljska, † 25. oktober 2010, Zagreb.

## Življenje in delo
V Zagreb, kjer je obiskoval osnovno šolo, je prišel leta 1931. Maturiral je v Senju. Med 2. svetovno vojno je sodeloval v narodnoosvobodilni borbi. Leta 1949 je diplomiral iz slavistike na zagrebški
Filozofski fakulteti in tu do 1989 deloval kot profesor za rusko književmost. Za docenta je bil izvoljen leta 1958, izredni profesor je postal  1962, redni pa 1965. Doktoriral je leta 1954 v Zagrebu z disertacijo Pravaštvo i ruska književnost. Strokovno se je izpopolnjeval v Moskvi (1956-1957). Uveljavil se je kot rusist, a tudi kot preučevalec hrvaške in drugih južnoslovanskih književnosti. Leta 1957 je bil med ustanovitelji revije Umetnost riječi; 1984 je pričel uresničevati enega od najpomembnejših slavističnih projektov 20. stoletja Pojmovnik ruske avangarde (Zagreb, 1984-1990). Kot predavatelj je gostoval na mnogih svetovnih univerzah in sodeloval pri urejanju revij Russian Literature (Amsterdam), in Neohelicon (Budimpešta). Ukvarjal se je tudi z raziskovanjem slovenske književnosti. Na Slovenskem je sodeloval na mednarodnih simpozijih Obdobja v slovenskem jeziku, književnosti in kulturi in med drugim posvetil posebno pozornost ustvarjanju Srečka Kosovela (Kosovelova konstruktivna poezija i jugoslovenski kontekst, 1984) in sodobni umetnosti (Neue slowenische Kunst). Flaker je bil član Poljske akademije znanosti in umetnosti, leta 1975 je postal član JAZU, 1976 častni član Madžarske akademije znanosti in umetnosti, 1987 pa dopisni član SAZU.

## Izbrana bibliografija
- Ruska avangarda (COBISS)
- Oko književnosti : osamdeset godina Aleksandra Flakera (COBISS)
- Neue Slowenische Kunst (COBISS)